# Nos vies secrètes
Nos vies secrètes (The Secret Life of Us) est une série télévisée australienne en 88 épisodes de 50 minutes créée par John Edwards et Amanda Higgs, diffusée entre le 16 juillet 2001 et le 11 janvier 2006 sur Network Ten.
En France, la série a été diffusée à partir du 3 novembre 2004 sur Canal+ et sur AB1 ; et au Québec à partir du 22 août 2005 à Séries+.

## Synopsis
C'est l'histoire d'un groupe d'amis, qui ont entre 25 et 30 ans, à Melbourne en Australie.
Les épisodes, dont la voix off - surtout celles d'Evan et de Kelly - est une caractéristique, racontent les relations entre les personnages, leurs joies, leurs peines, leurs déboires amoureux…

## Distribution

### Acteurs principaux
- Samuel Johnson (en) (VFB : Damien Gillard (saison 1 et 2) puis David Manet (saison 3 et 4) : Evan Wylde (saison 1 à 3 + saison 4 épisodes 1 à 6)
- Deborah Mailman (VFB : Léonce Wappelhorst) : Kelly Lewis
- David Tredinnick (en) (VFB : Benoit Van Dorslaer) : Simon Trader
- Claudia Karvan (VFB : Maia Baran (saison 1 et 2) puis Monika Lavinska (saison 3) : Alex Christensen (saison 1 à 3)
- Sibylla Budd (en) (VFB : Delphine Moriau) : Gabrielle Kovitch (saison 1 à 3)
- Spencer McLaren (en) (VFB : Frederik Haùgness (saison 1 et 2) puis Gregory Praet (saison 3) : Richie Blake (saison 1 à 3)
- Abi Tucker (VFB : Marie Van R) : Miranda Lang (saison 1 à 3)
- Damian De Montemas (en) (VFB : Alexandre Crépet) : Jason Kennedy (saison 1 à 3)
- Joel Edgerton (VFB : Christophe Hespel) : Will McGill (saisons 1 et 2)
- Michael Dorman (VFB : Thierry Janssen) : Christian Edwards (saison 2 à 4)
- Sullivan Stapleton (VFB : Valéry Bendjilali) : Justin Davies (saisons 3 et 4)
- Dan Spielman (VFB : Sébastien Hébrant) : Patrick ("Tidy") (saison 3)
- Nina Liu (VFB : Cathy Min Jung) : Chloe (saison 3)
- Gigi Edgley (VFB : Sophie Servais) : George (saison 3)
- Stephen Curry (VFB : Jean-Paul Clerbois) : Stuart Woodcock (saison 4)
- Brooke Harman (VFB : Élisabeth Guinand) : Bree Sanzaro (saison 4)
- Nicholas Coghlan (VFB : Philippe Allard) : Adam Beckwith (saison 4)
- Alexandra Schepisi (en) (VFB : Bernadette Mouzon) : Lucy Beckwith (saison 4)
- Anna Torv (VFB : Monia Douieb) : Nikki Martel (saison 4)

### Acteurs récurrents
- Jessica Gower : Samantha Conrad (saison 1)
- Catherine McClements : Carmen (saison 1)
- Tasma Walton (en) : Leah (saison 1)
- Tempany Deckert (en) : Andrena (saison 1)
- Susie Porter : Pandora (saison 1)
- Damian Walshe-Howling : Mac (saison 1)
- Kenneth Ransom : Brad (saison 1)
- Todd MacDonald (en) : Nathan Lieberman (saisons 1 à 3)
- Alice Garner (en) : Caitlin (saisons 1 et 2)
- Diana Glenn (en) : Jemima Taylor (saisons 2 à 4)
- Vince Colosimo (en) : Anthony « Rex » Mariani (saisons 2 et 3)
- Jacek Koman : Dominic (saison 2)
- Murray Bartlett : Nick (saison 2)
- Torquil Neilson (en) : Jake (saison 3)
- Pia Miranda (en) : Talia (saison 3)
- Pamela Rabe : Luciana (saison 3)
- Rhys Muldoon (en) : Frank Goodman (saisons 3 et 4)
- Aaron Pedersen : Corey Mailins (saison 4)
- Ryan Johnson : Zelko Milanovic (saison 4)

## Épisodes

### Première saison (2001)
1. Amours et colocations, partie 1 (Pilot)
2. Amours et colocations, partie 2 (Pilot)
3. L'Incroyable vérité (The Unbelievable Truth)
4. Le Jardin de Gethsemani (The Garden of Gethsemane)
5. Les Règles (The Rules)
6. S'attendre à l'inattendu (Expect the Unexpected)
7. La route qu'on n'a pas prise (The Road Not Taken)
8. Qui suis-je ? (What Am I ?)
9. Nos vies secrètes (The Secret Life of Us)
10. Incertitude (State of Limbo)
11. Aimer, ça craint (Love Sucks)
12. Les Retombées (Fallout)
13. Secrets et mensonges (Secrets and Lies)
14. Question d'habitude (Better the Devil You Know)
15. Le Vide (The Gap)
16. L'Effet papillon (The Butterfly Effect)
17. Le Troisième Larron (Piggy-in-the-Middle)
18. Mortalité (Intimations of Mortality)
19. Une main amie (A Friend Indeed)
20. Hommes à deux doigts de… (Men on the Verge)
21. Le Pas de porte (Doorway)
22. Maintenant ou jamais (Now or Never)

### Deuxième saison (2002)
1. Un nouvel ordre du monde (A New World Order)
2. Will est libre (Free Will)
3. Le Bal (The Dance)
4. En plein vent (An Ill Wind)
5. Le grand désenchantement (The Grand Delusion)
6. C'est pas facile (It's Not Easy)
7. La Frontière est mince (A Fine Line)
8. Décide-toi (Make Up Your Mind)
9. Le Contrôle de l'univers (Controlling the Universe)
10. Terrible dilemme (Between a Rock and a Hard Place)
11. Le Rire thérapeutique (The Funny Side)
12. Qui serez-vous aujourd'hui ? (Who Do You Want to Be Today ?)
13. L'Irruption de la réalité (From Little Things Big Things Grow)
14. Quand on voit la vie en rose (Rose Coloured Glasses)
15. Une question de foi (Have a Little Faith)
16. La Grande Fracture (The Great Divide)
17. Douce vengeance (Sweet Revenge)
18. Des signes de vies (Signs of Life)
19. Les Fantômes (The Searchers)
20. La Nuit des démons (Walpurgisnacht)
21. Vouloir faire ce qui est bien (Do the Right Thing)
22. La vérité est belle mais les mensonges aussi (Truth Is Beautiful… But So Are Lies)

### Troisième saison (2003)
1. À la fin le commencement (The End Is the Beginning)
2. Les Cycles (The Cycle)
3. On n'a pas toujours ce que l'on veut (You Can't Always Get What You Want)
4. On est comme ça (The Way We Are)
5. Les Torchons et les serviettes (A Square Peg in a Round Hole)
6. La Quête du bonheur (The Quality of My Life)
7. C'est maintenant (This Is Now)
8. L'Art de la déception (Drawing the Line)
9. L'Instinct et la raison (Nature or Nurture ?)
10. Justice et loyauté (Fair Play)
11. Le Jour où les trompettes se turent (The Day No Trumpets Sounded)
12. Innocence perdue (The Innocents)
13. Les Grandes Espérances (Great Expectations)
14. Élections tragiques (The People You Meet)
15. Le Pêcheur maudit (Weird Species Man)
16. En toute franchise (Be True)
17. Le Côté obscur (The Dark Side)
18. Témérité ou stupidité (Only the Brave or the Dumb)
19. Les Parias (Outside the Loop)
20. Le Retour de Saturne (The Saturn Return)
21. Joue avec le feu (Playing With Fire)
22. Qu'on mette le feu aux poudres (Let the Burning Begin)

### Quatrième saison (2004-2006)
1. Chiens et chats (The Truth About Cats & Dogs: Part 1)
2. Chiens et chats (The Truth About Cats & Dogs: Part 2)
3. Tirer sur la corde (Stretching the Friendship)
4. Les Mystères de l'attraction (The Mysteries of Attraction)
5. Combattre l'addiction (Kicking the Habit)
6. La Crise des questions (The Crisis of Questions)
7. Montagnes et caméléons (Rocks and Chameleons)
8. Histoires tribales (Gathering of Tribes)
9. Le Jeu de la vérité (Facing It)
10. Le Son de la cloche (When the Bell Rings)
11. Question de confiance (Insecurity Blanket)
12. La Fièvre du vendredi soir (The Heart of Friday Night)
13. Le Grand Bond (The Big Leap)
14. Advienne que pourra (Spitting the Dummy)
15. La Routine (The Treadmill)
16. Question de personnalité (The Character Question)
17. Nouvelle vie (Dead Man Walking)
18. Problèmes de communication (Ill Communication)
19. Oiseaux rares (Rare Birds)
20. Un éclair de perfection (Glimpses of Perfection)
21. Le Meilleur de nos vies (Best Of: Part 1)
22. Le Meilleur de nos vies (Best Of: Part 2)

## Commentaires
La série a connu un énorme succès en Australie, surtout les deux premières saisons. Beaucoup de personnages principaux disparaissent de la troisième saison et l'audience chute. Après les trois premiers épisodes de la quatrième saison, la chaîne déprogramme la série et ce n'est qu'en 2005 qu'elle diffuse les épisodes restants.